# Stračovská Lhota
Stračovská Lhota (německy Elsterhotten) je vesnice, část obce Mžany v okrese Hradec Králové. Nachází se asi 2 km na západ od Mžan. V roce 2009 zde bylo evidováno 51 adres. V roce 2001 zde trvale žilo 83 obyvatel.
Ke Stračovské Lhotě patří i osada Zavadilka.
Stračovská Lhota je také název katastrálního území o rozloze 2,01 km2.

## Historie
První písemná zmínka o obci pochází z roku 1399.

## Pamětihodnosti
- Slovanský mohylník Stračovský Bor